# 13e armée (Union soviétique)
Pour les articles homonymes, voir 13e armée.
La 13e armée est une unité de l'Armée rouge pendant la Seconde Guerre mondiale. Active en 1919-1920 pendant la Guerre civile russe et en 1939-1940 pendant la Guerre d'Hiver, elle est recréée peu avant le déclenchement de la Grande Guerre patriotique et dissoute en 1992, devenant le 13e corps d'armée ukrainien.

## Historique

### Guerre civile russe
La 13e armée est formée en mars 1919 par renommage du groupe de forces de la direction de Donetsk. Elle compte alors la 9e, la 41e et la 42e division de fusiliers (ru).
La division combat contre l'armée des volontaires du général Dénikine, notamment lors de l'opération d'Orel-Koursk (en). Ayant progressé jusqu'aux côtes de la mer d'Azov, la 13e armée est rattachée au front du Sud-Ouest à partir du 10 janvier 1920. Elle combat alors sur l'isthme de Perekop. En octobre, avec le front du Sud recréé, la 13e armée participe à l'offensive au nord de la Tauride (en). Une partie de ses effectifs passe alors à la 4e armée. Lors du siège de Perekop (en), la 13e armée est en réserve du front du Sud. Elle est dissoute en novembre 1920.

### Seconde Guerre mondiale
L'état-major de la 13e armée est créé en mai 1941 dans le district militaire spécial occidental (en) à Moguilev.
Au déclenchement de l'opération Barbarossa, l'armée comprend le 21e corps de fusiliers, la 50e division de fusiliers et la 8e brigade d'artillerie antichar. En juin 1941, l'armée mène des opérations défensives dans la région fortifiée de Minsk. Une partie de l'armée retarda l'avance de la Wehrmacht pendant près de trois semaines près de Mahiliow. La 172e division de fusiliers du général de division Mikhaïl Romanov se distingue particulièrement dans le combat. Des parties de l'armée participèrent à la Bataille de Smolensk (1941) du 10 juillet au 10 septembre 1941. De septembre à octobre 1941, l'armée se bat au sein du front de Briansk,.
L'armée est rattachée au front central lors de la bataille de Koursk en juillet 1943, sous le commandement du général Nikolaï Poukhov. L'armée termine la guerre en Allemagne au sein du premier front ukrainien en 1945, participant à la bataille de Halbe.

## Liste des commandants

### Première formation
- mars - mai 1919 : Innokenti Kojevnikov (en)[1]
- mai 1919 - février 1920 : Anatoli Gekker[1]
- février - mai 1920 : Janis Pauka (ru)[1]
- mai - juillet 1920 : Robert Eideman[1]
- juillet - novembre 1920 : Ieronim Ouborevitch[1]

### Troisième formation
- 25 mai - 8 juillet 1941 : Piotr Filatov
- 8 juillet 1941 - 12 juillet 1941 : Fiodor Remezov
- 12 - 27 juillet 1941 :Vassyl Herassymenko
- 27 juillet - 30 août 1941 : Konstantin Goloubev (en)
- 31 août 1941 - 3 janvier 1942 : Avksenti Gorodnianski (de)
- 3 janvier 1942 – 3 juin 1946 : Nikolaï Pavlovitch Poukhov
- 4 juin 1946 - 18 février 1947 : Mikhaïl Stepanovitch Choumilov[5]
- 19 février 1947 - 19 avril 1948 : Issa Pliev[5]
- 20 avril 1948 - 2 décembre 1949 : Ivan Lioudnikov[5]
- 3 décembre 1949 - 8 janvier 1953 : Alexandre Netsaïev (ru)[5]
- 9 janvier 1953 - 5 avril 1954 : Nikolaï Olechev (en)[5]
- 6 avril 1954 - 23 février 1959 : Gleb Baklanov (en)[5]
- 24 février 1959 - 25 février 1961 : Sergueï Andrioutchenko (pl)[5]
- 20 avril 1961 - 2 juin 1968 : Piotr Bachourine[5]
- 3 juin 1968 - 3 février 1970 : Pavel Melnikov (de)[5]
- 4 février 1970 - 27 février 1973 : Fiedor Rikalov[5]
- 28 février 1973 - 31 août 1975 : Alexeï Zaïtsev[5]
- 1er septembre 1975 - 19 août 1977 : Roman Savotskine[5]
- 20 août 1977 - 1979 : Viktor Skokov (ru)[5]
- 1979 - 1981 : Piotr Goussev (ru)[5]
- 1981 - février 1984 : Anatoli Kleïmenov[5]
- février 1984 - janvier 1987 : Alexandre Makarov[5]
- janvier 9871 - mars 1989 : Guennadi Gourine[5]
- mars 1989 - 1991 : Anatoli Cheïenkov[5]
- 1991 - 28 janvier 1992 : Vassili Stepanov[5]